# Mechi (Oost-Timor)

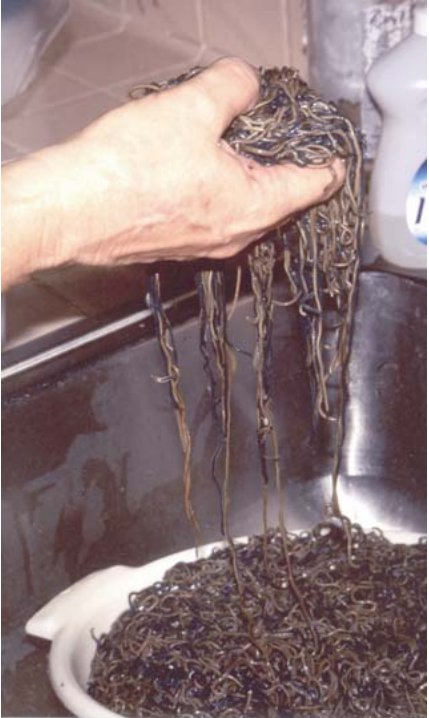
Palola viridis

Mechi is een traditioneel Fataluku-feest in de Oost-Timorese gemeenschap van Lautém, waar meci-wormen worden gebruikt.
Het festival vindt twee keer plaats aan het begin van het jaar aan de kust van de administratieve posten van Lospalos, Lautém en Tutuala. Bijzonder beroemd zijn de feesten op het strand van Valu, bij het dorp Tutuala en op het eiland Jaco, waar de Bandazee in het noorden (Tasi feto, de vrouwenzee) en de Timorzee in het zuiden (Tasi Mane, de mannenzee) elkaar ontmoeten.
De kleinere mechi kiik vindt plaats in het laatste maankwartier van februari en de grote mechi kiik bij de nieuwe maan in maart. De oogst van deze maritieme ringwormen markeert het begin van een nieuwe jaarlijkse cyclus voor de landbouw en wordt in de dorpen feestelijk gevierd.
Er zijn vergelijkbare vieringen in Lombok, Savoe, Roti en West-Sumba. In het zuidelijk deel van de Stille Oceaan, waar ze bekend staan als Samoaanse palolos, worden de geslachtsdelen van meci-wormen ook door de plaatselijke bevolking verzameld. 
De meci-worm (Palola viridis), die zich voedt met algen, heeft ideale levensomstandigheden in de beschermde wateren van het Nationaal Park Nino Konis Santana.  De mannetjes zijn groen-blauw, de vrouwtjes roze tot roodbruin. Ze worden naar schatting 12 tot 15 centimeter groot. Tijdens de nachten van de mechi, scheiden de wormen zich van hun seksuele segmenten om zich voort te planten. De onafhankelijk van elkaar bewegende segmenten verspreiden dan sperma en eitjes op het wateroppervlak voordat ze na een paar uur sterven, terwijl de eigenlijke worm in het koraal achterblijft. Gebaseerd op de maan en andere tekens, kan de lokale bevolking schatten hoe rijk de oogst van de seksuele segmenten zal zijn.
Het festival duurt twee dagen. De dag voor de oogst verzamelen families en clans zich in kampen op het strand. Terwijl sommigen voedsel en palmwijn bereiden, brengen vooral de jongeren de dag door met volleybal, zwemmen en het oefenen van liederen en dansen voor de Mechi-oogst. De liederen gaan over de levenscyclus van de Mechi, danken de voorouders en vragen hen om de voorspoed van de volgende generaties en verdere goede Mechi-oogsten. ‘s Avonds beginnen de mensen de wormen te roepen met het oogstritueel. Jonge mannen en vrouwen gekleed in kleurrijke batikken sarongs (lipa en kembatik) lopen in een langzame stoet naar het strand om daar in boomstamkano's te wachten.  Dan varen ze zingend in de boten over het water. Deze ceremonie wordt vervolgens herhaald door een nog prachtiger geklede groep oudere zangers, getooid met kostbare huwelijkskettingen. Naast de liederen in Fataluku worden er ook liederen gezongen in de zogenaamde "handelstaal" Leti, de taal van de Indonesische Leti-eilanden, die binnen een dag vanuit Tutuala per zeilschip bereikbaar zijn. Traditioneel werd er veel handel gedreven tussen de Fataluku en de Leti-eilanden, onder meer in de batik sarongs die tijdens de ceremonie werden gedragen. Sinds de onafhankelijkheid van Oost-Timor in 2002 is de traditionele handel over de nieuwe landsgrenzen echter teruggelopen. Als het donker is geworden, beginnen kleine groepjes met zaklantaarns door het ondiepe water aan de oever te trekken, waar de wormen, of liever hun lichtgevoelige segmenten, massaal kuit schieten. Deze worden verzameld in manden gemaakt van palmbladeren. Aan de oever worden dan vuren aangestoken en de kinderen zingen en roepen om de mechi in hun holletjes terwijl ze met hun armen water en wormen in de mandjes scheppen. De kinderen worden vergezeld door oudere familieleden die hen begeleiden en hen de oogstliederen leren. Met hen worden verhalen over de mechi, de clans (ratu) en de complexe sociale structuren doorgegeven.
Naast zang en dans is ook het versterken van verbonden een belangrijk onderdeel van het festival. De rituele leiders, de Nololonocaw (meesters van het lied, meesters van het woord), vernieuwen hun verbond met de natuur en de geesten. De politieke leiders, of het nu de traditionele Liurai zijn of de gekozen Chef de Suco, bevestigen opnieuw hun band met het volk.
De wormen worden rauw gemarineerd met chilipeper en citroen en worden beschouwd als een delicatesse in de vorm van salade. Bovendien worden bij het feest vis, maïs, rijst, bonen, palmwijn en betelnoten geserveerd. De rituele offers op de dag na de oogst worden fane genoemd, het "voeden van de geesten".